# Caiman latirostris latirostris
Caiman latirostris latirostris es una unidad evolutiva independiente (para otros una subespecie) que integra la especie de cocodrílido de la familia de los aligatóridos C. latirostris, la cual es denominada comúnmente yacaré overo, yacaré de hocico ancho, yacaré ñato, etc. Habita en el centro-este de Sudamérica.  

## Taxonomía
Descripción original
Este taxón fue creado por tautonimia absoluta en el año 1965 al ser la subespecie correspondiente al ejemplar tipo de la especie, la cual fue descrita originalmente en el año 1802 por el zoólogo francés François Marie Daudin, con el nombre científico de Crocodilus latirostris.
Localidad tipo
La localidad tipo referida es: “municipio de Joinville, estado de Santa Catarina, Brasil”. La misma fue designada por Marcos Abraham Freiberg y Antenor Leitão de Carvalho en el año 1965, lo cual ha sido aceptado.
Holotipo
El holotipo designado es el catalogado como: MNHN 7769; en el año 1965 Freiberg y Carvalho designaron un neotipo: MNRJ 1258, sin embargo, al no proporcionar ninguna justificación para esta acción, tal designación no es válida, de acuerdo con el artículo 75 del Código Internacional de Nomenclatura Zoológica (ICZN).
Etimología
Etimológicamente, el término genérico Caiman podría proceder de la palabra en idioma taíno kaiman, aunque otros autores la hacen proceder de alguna lengua del Congo cuyo término pudo ser llevado por los primeros esclavos africanos llevados a Brasil o Cuba.
El epíteto específico (y el subespecífico) latirostris se construye con dos palabras en latín, en donde: lati (latus) significa ‘ancho’ y rostris (de rostrum) es ‘boca’, ‘pico’ u ‘hocico’, es decir africanos llevados a Brasil o Cuba.
Historia taxonómica
La justificación para la asignación de un nombre subespecífico para denominar a la población de esta especie que habita ríos selváticos de áreas serranas del este continental, respecto de la que habita en lagunas y ríos de las llanuras sedimentarias del centro sudamericano, no ha sido aceptada por algunos autores, al creer que las diferencias morfológicas entre ellas no son consistentes.
Muchos otros autores, en cambio, aceptaron esta diferenciación subespecífica. Para el año 2018, si bien ya no era la opinión mayoritaria, todavía para algunos continuaba siendo válida.

## Caracterización

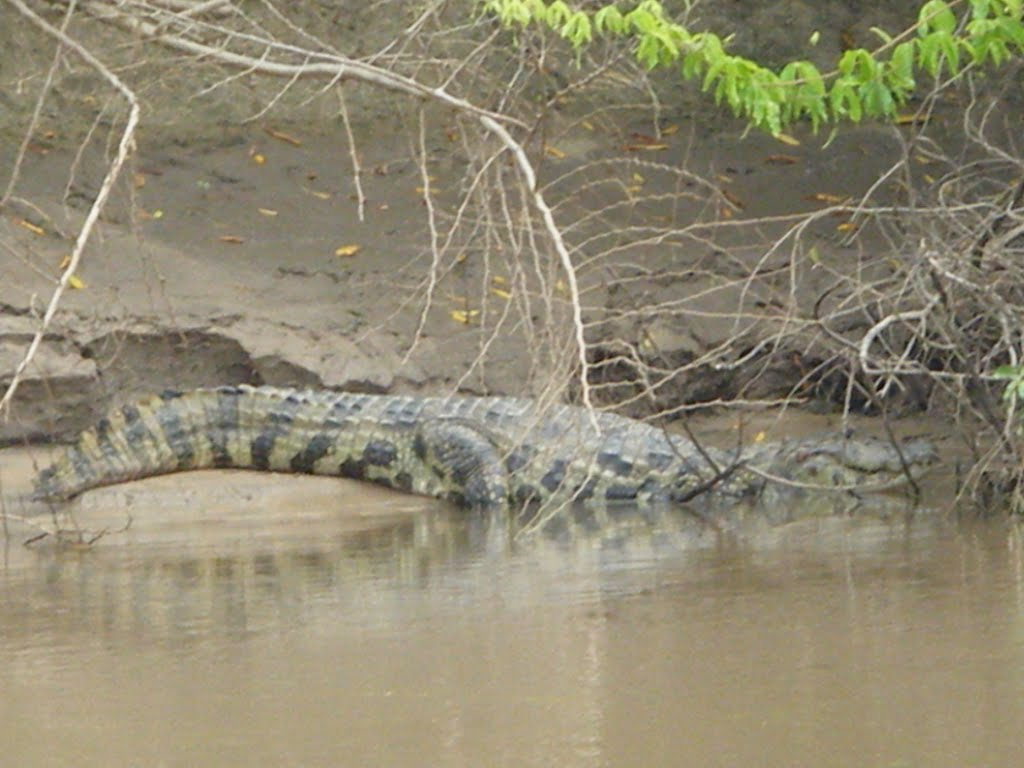
Yacaré en el río Aguapeí, estado de São Paulo, Brasil.

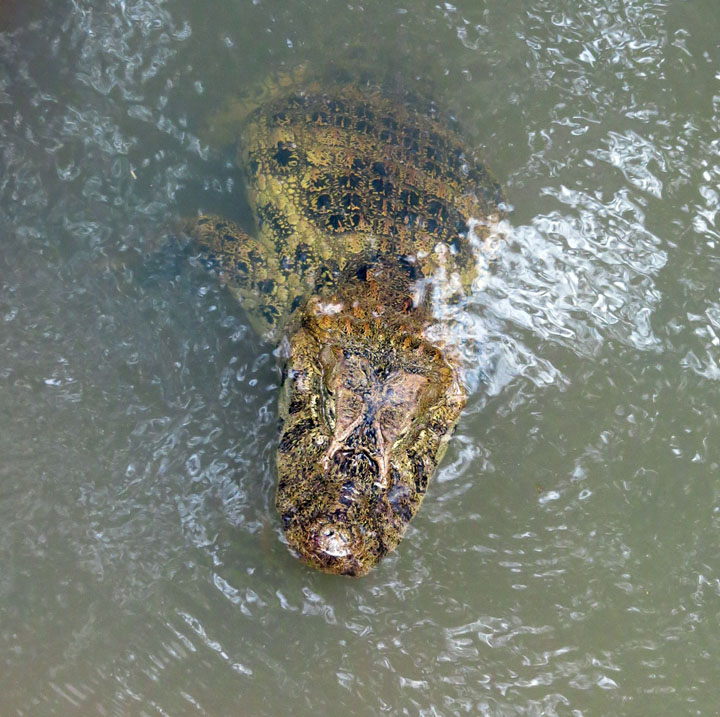
Yacaré en el parque nacional Iguazú, provincia de Misiones, Argentina.

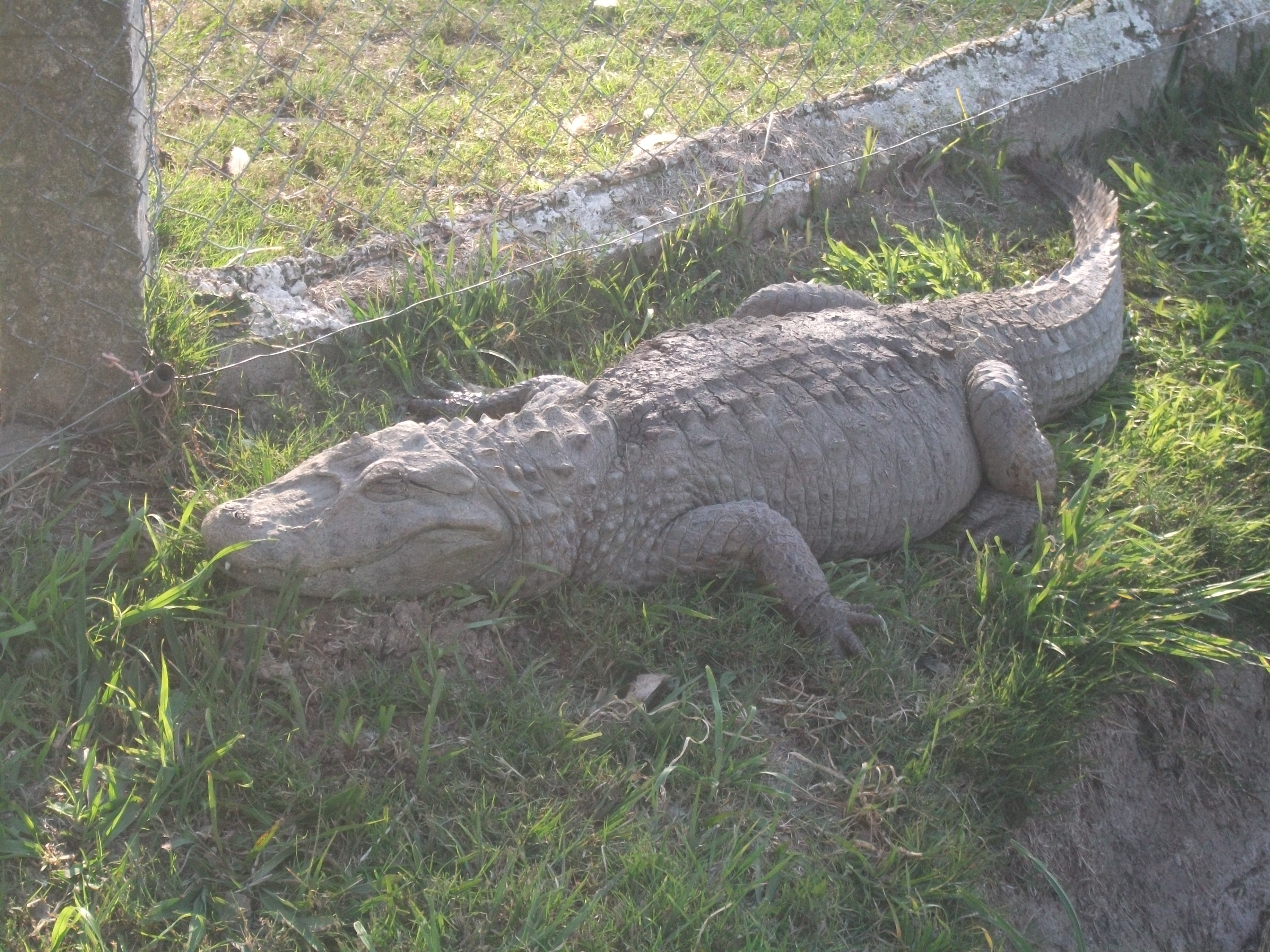
Yacaré en la Reserva de fauna de Carmelo, Uruguay.

Caiman latirostris latirostris puede distinguirse de C. l. chacoensis por diferencias en las proporciones craneales, este posee relativamente menor longitud respecto a su ancho, con notoria y bastante ancha participación de los huesos pterigoideos en el borde posterior de las fosas palatinas, estas son relativamente más cortas, contenidas entre 2 y 2 y ½ veces en la distancia entre su borde anterior y la punta de los premaxilares. El peso y tamaño de los ejemplares adultos es mayor en C. l. latirostris, pudiendo alcanzar los 3,5 metros de longitud. También hay diferencias significativas en la lepidosis, al presentar 22 a 24 hileras de escamas transversales ventrales (contra 24 a 27 en C. l. chacoensis).

## Distribución y hábitat
Caiman latirostris latirostris frecuenta en especial, ríos y arroyos con corrientes medias o rápidas, en donde suelen presentarse algunas cascadas y profusión de rocas, los que corren en zonas onduladas o serranas, bajo la sombra proporcionada por formaciones selváticas, ya sea continuas o marginales, en este caso, discurriendo entre estepas o sabanas del cerrado. También vive en áreas estuáricas, manglares y otros cuerpos acuáticos. Se distribuye fundamentalmente en el planalto oriental brasileño, con extensiones al este de Paraguay, nordeste argentino y Uruguay, cubriendo latitudinalmente desde los 5°S hasta los 34°S.
En Brasil Caiman latirostris latirostris habita en el nordeste, este y sur, en los estados de: Río Grande del Norte, Sergipe, Alagoas, Paraíba, Pernambuco, Goiás, Mato Grosso del Sur, Bahía, Minas Gerais, Espírito Santo, Río de Janeiro, São Paulo, Paraná, Santa Catarina y Río Grande del Sur.
En la Argentina se distribuye en la región mesopotámica del nordeste del país, en ríos y arroyos de pendiente paranaense de la provincia de Misiones, en especial en los de su porción septentrional —ríos Urugua-í e Iguazú— También fue registrado en puntos de la costa del río Uruguay en la provincia de Corrientes y ocasionalmente en el parque nacional El Palmar, en Entre Ríos.
En el Paraguay vive en la franja este de la región oriental, donde sus poblaciones sufrieron un drástico declive por la persecución que ha sufrido debido al comercio de pieles.
En el Uruguay vive en la mitad norte y este del país, en los departamentos de: Artigas, Salto, Paysandú (hasta el arroyo Tierras Coloradas), Rocha, Tacuarembó, Cerro Largo y Lavalleja.
El mismo patrón biogeográfico de distribución de Caiman latirostris latirostris (un taxón brasílico-oriental diferenciado de otro relacionado, de geonemia chaqueña) se repite para numerosos reptiles; responde al fundamentado rol de área de diferenciación y especiación de la región oriental de Brasil y su historia pretérita, paleoclimática y paleogeográfica. A diferencia de Caiman latirostris chacoensis, el cual convive en casi toda su distribución con Caiman yacare, Caiman l. latirostris es el único cocodrílido en sus hábitats.

## Costumbres
Respecto a los hábitos, al compararlos con los de Caiman latirostris chacoensis, se señala que C. l. latirostris presenta mayor actividad nocturna, es más estrictamente acuático y con un comportamiento más agresivo.
Se alimenta de caracoles acuáticos, cangrejos, anfibios, peces, aves, mamíferos, tortugas acuáticas, etc.
Para reproducirse, la hembra acumula restos orgánicos y en su interior deposita de 20 a 40 huevos, los que precisan de 70 a 80 días para la eclosión, la cual es ayudada por la madre, la que permanece en derredor del nido durante todo el periodo de incubación, ya que suelen ser predados por zorros, mayuatos, lagartos overos, etc. Los juveniles también suelen ser muy consumidos por aves rapaces, cigüeñas, lobitos de río, etc., por lo que presentan una elevada tasa de mortalidad. Los ejemplares adultos solo son presa de grandes felinos (el puma y el yaguareté) y de grandes boidos (la boa de Amaral y anacondas verde y amarilla).

## Conservación
Sus poblaciones han sido diezmadas en el pasado para destinar su cuero a la industria marroquinera, ya que posee excelentes propiedades, al ser menos coriáceo que el de otros caimanes. Lentamente sus números se están recuperando.
En Brasil, se realiza una explotación racional del recurso mediante la cría en cautiverio para el aprovechamiento de su cuero y carne.